# 北京原人 Who are you?
『北京原人 Who are you?』（ペキンげんじん フーアーユー?）は、1997年12月20日公開の日本映画。東映、テレビ朝日、バンダイ、東北新社が共同製作し、東映系で配給されたSFファンタジー映画。
20億円の大予算をかけ、監督に佐藤純彌、脚本に早坂暁という著名なベテランスタッフを擁しながら、つじつまの合わないストーリーや構成により、突っ込みどころ満載の「迷作」「珍作」として知られる。ただ宇宙往還機「HOPE」内の実験室や陸上競技大会など、大がかりなセットやエキストラを動員した見るべきシーンも多いという評価も一部にある。
佐藤純彌監督がスタッフに勧められた北京原人の骨が太平洋戦争開戦の日に紛失するというミステリー、伴野朗の著書『五十万年の死角』をベースとした企画を東映に提出したが、当時の岡田裕介東映東京撮影所（以下、東映東京）所長が「そんな話よりも北京原人が生きていたという話のほうが面白い」と言った事から不可思議な方向へなだれ込んでいった。

## あらすじ
2001年、日本の生命科学研究所は北京原人の頭蓋骨の化石から取り出したDNAを元に、北京原人を現代に復元させた。しかし、この事実の公表は人道的問題が解決されていないとして、政府に延期させられる。そこで研究所は、北京原人たちを陸上競技大会に現代人の選手として出場させ、その並外れた身体能力によって世間を驚かせようとする。ところが、北京原人は我が国のものであると主張する中国政府によって、北京原人は連れ去られてしまう。このような現代人の身勝手な対応に、北京原人たちは翻弄されていった。最後に北京原人たちは故郷である中国に戻り、北京原人と心を通じさせた現代人によって解放された。

## キャスト
- 佐倉竜彦 - 緒形直人
- 宗美々 - ジョイ・ウォン
- 北京原人フジ・タカシ - 本田博太郎
- 北京原人ヤマト・ハナコ - 小松みゆき
- 北京原人ケンジ - 小野賢章
- 竹井桃子 - 片岡礼子
- 江戸良一 - 小島一慶
- 長崎 - 坂上忍
- 轟博士 - 佐藤蛾次郎
- 桑沢 - 長谷川初範
- ハーマン - ケント・ギルバート
- 槍を投げる原人 - 金子健司
- 志村大尉 - 哀川翔
- 内閣情報室長 - 大竹まこと
- 医師 - 下條アトム
- 科学者 - 大河内浩
- 引田天功
- 陸上選手 - 不破弘樹
- 大曽根 - 丹波哲郎
- 大曽根ボディーガード - 高野拳磁
- 小島博士 - 北大路欣也（特別出演）

## スタッフ
- 監督 - 佐藤純彌
- 製作 - 高岩淡、伊藤邦男、山科誠、植村伴次郎
- プロデューサー - 野村敏哉、山川秀樹、冨永理生子
- 企画 - 岡田裕介、大沢清孝、角田良平、植村徹
- 脚本 - 早坂暁
- 撮影 - 浜田毅
- 特撮監督 - 佛田洋
- 助監督 - 谷口正行
- 美術 - 小澤秀高
- 衣装 - 江橋綾子
- 編集 - 只野信也
- 音楽 - 長谷部徹
- 音楽プロデューサー - 石川光
- 音響効果 - 佐々木英世、岡瀬晶彦、西村洋一
- マンモス造形 - 若狭新一
- VFX - 石井教雄

### 主題歌
- Favorite Blue「さよならより永遠の中で」（avex trax）
  - 作詞 - 松崎麻矢 作曲 - 木村貴志 編曲 - 木村貴志、日高智

### 挿入歌
- ジョイ・ウォン「Who are you?」（avex trax）
  - 作詞 - 友井久美子 作曲 - 小倉良 編曲 - 小倉良、石塚知生

## 製作

### 企画
佐藤純彌監督が1994年の『超能力者 未知への旅人』製作中に、スタッフに伴野朗の著書『五十万年の死角』を勧められた。同書は北京原人の骨が太平洋戦争開戦の日に紛失するというミステリー。実際に北京原人の骨は、太平洋戦争開戦と同じ日に行方不明になっており（北京原人#骨の行方）、佐藤が東映に企画を出した。すると岡田裕介東映東京撮影所所長が「そんな話よりも北京原人が生きていたという話のほうが面白いと言った」と話している。
岡田裕介は「1994年の『超能力者 未知への旅人』製作中か、取り掛かる前の雑談で、佐藤監督が北京原人の話を熱く自分たちに話し、学究肌の佐藤監督が『超能力者 未知への旅人』製作中も一人で北京原人の調査を始めた。佐藤監督はそれにのめり込んでしまい、『北京原人の謎解きを映画でやってみたい』と私に強く訴えた」と話している。それを映像で提示するとなると莫大な費用もかかるし、岡田は逃げていたが、岡田としては『ジュラシック・パーク』や『スピード』のようなアメリカの大作映画に比べて、見るに耐えんという感覚を若い人は持っているが、キチンと取り組めば日本映画でもアメリカの大作映画と遜色のない物は出来るんだということを、何処かで一回証明したいという気持ちもあり、だんだんこれはチャンスだと考えるようになった。クローン羊や鹿児島大学農学部の後藤和文教授による「マンモス復活プロジェクト」が第一歩を踏み出したという新聞記事等に触発され、1996年春、映画の製作を決めた。「北京原人を蘇らせるというアイデア」を岡田は自身の発想と述べてはおらず、佐藤もそういうプロットになった流れはよく覚えていないと話しているが、当時のクローン羊の話題や、琥珀の中に閉じ込められた蚊の体内から取り出された恐竜の血液から、恐竜のDNAを抽出して恐竜を甦らせるという『ジュラシック・パーク』などの影響からそのような話になったと考えられる。

### 製作まで
同じ趣旨で角川春樹が1993年に『REX 恐竜物語』を製作し、大ヒットこそしたが、多くの映画ファンからは失笑を買った。同じ悪夢が『北京原人 Who are you?』で甦るのではないか、大丈夫なのか?、と完成前から茶化す姿勢が出来上がっていた。
東映の正月映画は一時アニメ作品が続いていたが、本作は1993年の『病は気から 病院へ行こう2』/『七人のおたく』以来、5年ぶりの実写正月映画となった。岡田茂や高岩淡ら東映幹部は「盆正月はアニメでなく、娯楽実写映画を掛けたい」というのが本音ではあったが、当時の状況では背に腹は代えられないのが実状であった。
高額な製作費が予想されることから、岡田裕介がテレビ朝日の伊藤邦男社長、バンダイの山科誠社長、東北新社の植村伴次郎社長に協力を仰ぎ、東映と併せ、4社提携の下で推進という強力な製作体制を整えた。岡田裕介は製作にかなりの熱を入れていたという。

### 製作会見
1997年7月23日に東京プリンスホテルで製作発表会見の後、東映東京撮影所で、10分のラッシュが披露され、全国の新聞・週刊誌60社と興行者20人が参集。終了後、会見を開き、マスメディアとの質疑応答が活発に行われた。正月大作のわりに製作発表が少し遅かったのは、高岩淡が1997年春頃と見られるインタビューで「早坂暁の脚本が遅れていてキャスティングもまだ一人も決まっていません」と述べていることからいつもの遅坂脚本のせいと見られる。
直接製作費10億円。総製作費20億円。

### キャスティング
当時、日本でも人気の高かったジョイ・ウォンは、岡田裕介のキャスティング。佐藤はコン・リーを希望していたという。

### 撮影
佐藤監督は「僕にコメディ的センスが全くないのに、ああいった非現実的な題材をどう撮ったらいいのか迷いながらやっていたことと、もう一つは封切りが決まっているのにシナリオが全然出来上がらない。僕としては原人のDNAから新人類が誕生するまでの過程とか、とても楽しみにしていたんですけどね」「北京原人の骨が発見された周口店の発掘現場に行ったときの感動とか科学の進歩に対する興味と、後半のドラマとが自分の中で上手く消化しきれないまま撮影してしまいました」などと述べている。観客に嘲笑されるシーンとなった陸上競技大会のシーンは、北京原人の骨を調べた科学者の見解として、跳躍力がずば抜けていたと考えられ、短距離走をやらせたら能力を発揮したであろうというデータを聞いた岡田裕介が無理やり佐藤に撮影を要求した。早坂脚本の段階でこのシーンから質が変わってしまうことから反対意見も出たが、映画に見せ場が少ないことから「派手にやってくれ」という指示が出て、佐藤としても抗しきれなかったという。このシーンを挿入したために「最終的には、北京原人を作り出してしまった人間と、北京原人双方の運命の行く末を、それなりに構築していかなければならなくなった。せいぜい文明から元に戻すということしか考えられなくなった」などと述べている。
科学者・佐倉竜彦（緒形直人）と竹井桃子（片岡礼子）が初めて北京原人に会うシーンで、警戒を取り除くため、緒形と片岡が肌色の下着を付けている設定に「事前に準備していたのか?」と批判された。シナリオ段階では二人とも素っ裸になる予定だったが、緒形が拒否し、あの形になった。
エンディングの緒形たちと原人の別れのシーンは中国ではなく静岡県の御殿場。150メートルぐらいのブルーバックを後ろに張り、後で中国の風景を合成した。それまで前例がない最大規模のブルーバックで、製作に難航した。
マンモスが動くCG描写は、佐藤は「当時の技術ではあれで限界」と話している。

## ロケ地
- 群馬県前橋市[要出典]

## 宣伝

### 北京原人は誰か?クイズ
「Who are you?」というサブタイトルでもあるキャッチコピーには、北京原人を演じた俳優はいったい誰だろうというシークレットの意味も込められている。岡田裕介は「御本人の希望で、撮影が終わるまで、名前は明かせません」「公開直前には名前も発表する」と話し、「北京原人は誰でしょう?」クイズが実施され、これは結構盛り上がり、東映から「姓名のイニシャルが同じローマ字の俳優」というヒントが出された。出演者の中では、本田博太郎、長谷川初範、坂上忍、丹波哲郎、北大路欣也など多かった。
1997年9月18日に東映東京にマスメディアを集めて北京原人ファミリーの初お披露目があった。本田扮する父北京原人は、身長168cm、体重80kg、B105cm・W94cm・H103cm、足のサイズ23センチ。掘り出された約40体の実際の原人の骨格をモデルにして、特殊ラバーを使って製作された原人3体の製作費は約5000万円。メイクには約3時間を要した。
本田は全身メイクを施し、素顔がわからない姿で喋らない設定。「某大物俳優」とシークレット扱いで、公開まで誰かは明かさないプロモーションが行われた。『トゥナイト』などテレビ等、マスメディアに、その恰好のまま積極的に出演し宣伝に奔走、知名度上昇に貢献した。緒形と片岡が扮する研究員が北京原人と最初に接触したシーンでは、当時珍しかった肌色のボディスーツの着用により全裸姿を露わにしていた。
母北京原人こと、ヤマト・ハナコは、ボディスーツではなく裸の上からのメイク。演じた小松みゆきの裸が母性的で美しかったことからの判断。公開前に映画ファンの興味を呼んだのが、小松がヘアヌードになるのではないか、だった。宣伝上手な東映もそれを察し、「彼女は顔と足下以外はオール本人のヘア即ち体毛で演じて頂きました」と告知、スケベな映画ファンを煽情させた。試写を観た竹入栄二郎は「小松のいでたちはまあまあだが、何故片岡礼子はパンツを脱がないのだ。パンツを脱がない緒形直人が悪い」と批判した。東映もこのスケベ目的のファンの吸引があるだろうと考え、コアターゲットを狙って、ファミリーレストランなどとタイアップ。映画はコケたが、東映の観客調査では、男が全体の53.5％と高く、20代から50代以上が10％台だったに比べて、19歳以下が40.7％とほかの東映作品ではあまりない現象があった。
子供原人ケンジを演じた小野賢章は、この後「ハリー・ポッターシリーズ」の日本語吹き替えでハリー・ポッター役を担当して人気声優になっている。
北京原人役の俳優が誰であるかは映画公開まで秘密とされてきたが、映画に出演している俳優の一人が（公開前に）トーク番組で本田であることを暴露してしまった。後に本田は『笑っていいとも』（フジテレビ系）のテレフォンショッキングに出演したときに「（北京原人の）鳴き声が『ウパー』になったのは監督の一存なんです」としみじみとタモリに語った。
本作公開の翌日である1997年12月21日に放送された「ビーロボカブタック」第42話では小野賢章演じる北京原人・ケンジがゲスト出演している。
本作とたまごっちのコラボ商品として「原人っちのたまごっち」が発売された。
東映は全国の映画館主、ビデオショップ経営者、製作・興行関係者、マスメディアを招待し、1997年11月17日に帝国ホテルで「98年度東映〈映画・テレビ〉コンベンション」を開催し、約500人が出席。1998年度の東映ラインアップに出演予定があった松方弘樹や津川雅彦、岩下志麻、奥田瑛二、舘ひろし、柴田恭兵、武田鉄矢、川島なお美、かたせ梨乃、哀川翔、柳葉敏郎ら、俳優も多数出席し盛大なものになった。席上、岡田裕介が「『北京原人』って誰が見るのか?という疑問があると思いますけど、アメリカ映画にひけをとらない大人の鑑賞に耐えうる、全世代が楽しめるものになっています」などと話した。このコンベンションでは1998年度秋までの東映ラインアップも発表されたが、これを伝える本作のタイトルは『映画時報』では単に『北京原人』と書かれているが、『AVジャーナル』では『北京原人 Who are you?』になっている。

## 作品の評価

### 興行成績
同時期に公開された『タイタニック』、『メン・イン・ブラック』などの強力な競合作の前に、興行成績も芳しいものではなく、採算割れが発生した。当初より上映日数が縮小され、当作品上映期間終了後の2月公開予定だった『極道の妻たち 決着』が1月17日公開に繰り上げになるなどの東映系の上映スケジュール変更が発生した。角川春樹によれば、監督の佐藤が失敗の責任を負わされて、干された状態になったという。佐藤は「実際はこの後も東映で二本ぐらい企画が挙がっていて、結局ぽしゃったが、干されてはいない」「岡田裕介もどちらかと言えば娯楽路線だし、こっちもどういう方法で企画を通せばいいのか、分からなくなっていたというのも正直なところでした」などと話しており、干されてはいない。『男たちの大和/YAMATO』の佐藤の監督起用は角川と書かれた文献があるが、これは誤りで、東映からの要請である。
中国では公開されていないとされる。

### 批評家評など
社内試写で岡田茂東映会長は「これはある種の教育映画だな」と言った。
公開約4カ月後の1998年4月に刊行された『ぴあシネマクラブ 邦画編 1998-1999』に「私のぴあテン1997」という企画があり、松尾貴史、洞口依子、石井苗子、白井晃、小島聖、富田靖子、春風亭昇太、中野裕通ら有名人14人が選んだ1997年公開の映画ベスト5は、『鬼火』『ラヂオの時間』『もののけ姫』『萌の朱雀』『失楽園』『うなぎ』『秘密の花園』『新世紀エヴァンゲリオン劇場版 シト新生』『新世紀エヴァンゲリオン劇場版 Air/まごころを、君に』を上位に挙げる人が多かったが、申し合わせたのかは不明だが、大槻ケンヂとみうらじゅんが、ベスト1からベスト5までの5本を全く同じように全部『北京原人 Who are you?』にしている。大槻は「90年代カルト・ムービーの金字塔として『北京原人』は永遠に語り継がれるであろう。大井武蔵野館や中野武蔵野ホールで『恐怖奇形人間』と同時上映され、ドッカン、ドッカン！ 製作者の意図とは全く異なる大爆笑が客席を包むのだ。緒形直人やジョイ・ウォンがいくら早く忘れてしまいたくても、そうは問屋が卸さない！」などと、みうらは「こんなに観た後、人に紹介したくてたまらなかった映画はなかった。丸一日『北京原人 Who are you?』の話をしててもオレは飽きない」などと評している。
『映画秘宝』は「『今やカルトの称号を与えたい！ 21世紀に語り継がれる底抜け日本映画』の一本に選び、「原始の本能の赴くまに全編がツッコミどころの地雷原をブレーキの壊れたダンプで暴走」などと評している。
映画評論家である磯田勉は「奇妙奇天烈な企画にも臆せず取り組んだ佐藤でなければ『北京原人 Who are you?』は商品の形を成していなかった」と評している。
佐藤純彌は「日本人的な清潔さというと変ですけど、ある種ホントかウソかというところでしか物事を捉えようとしない短絡的な部分もあるのかなという気も、正直どこかでしています。でも、こちらが作り方を誤ってしまったことも事実なわけですし、これ以上弁明しても仕方がない。スタッフとキャストには、本当に申し訳なかったと思っています」と話している。
片岡礼子は「『北京原人』に出たことを全く後悔していません。初めてのメジャー作品で、ゆとりある撮影ができたことが本当に嬉しかったし、何よりも佐藤監督との仕事がとても楽しかった。現場でも私のアイデアを取り入れて頂けました」などと述べている。
増當竜也は「多くの突っ込みどころがあることは否定しませんし、現に『佐藤純彌という巨匠がどうしてこんなものを作るんだ』などと揶揄こそされましたが、中国とアメリカの争奪戦、加えてロシアまで出てきますし、『敦煌』から導かれる文化遺産を巡るモチーフ。そして何よりも『北京原人がいた時代には国境なんてなかった』という監督のエッセンスがたっぷり含まれている作品」「世間の見方が余りにも偏り過ぎているというか、あの嘲笑ぶりは少し違うのではないかと思う。画としては面白いところもあるのに勿体ない映画。後世の評価が変わるのを祈るのみです」などと擁護している。

## テレビ放映
地上波では、テレビ朝日系『日曜洋画劇場』で1999年2月14日に初放映され、視聴率は11.5%であった。

## DVDリリース
公開から8年後の2005年12月9日に東映ビデオよりDVDが税込4,725円で発売されている。佐藤の2018年の著書では税込2,800円（東映ビデオ）となっている。